# Guido II. de la Roche
Guido II. de la Roche (französisch Guy; † 5. Oktober 1308 in Athen) war der letzte Herzog von Athen aus der Familie la Roche. Er war der Sohn des Herzogs Wilhelm I. von Athen und der Anna Angelina von Thessalien.

## Leben
Da Guido beim Tod seines Vaters 1287 noch unmündig war, übernahm seine Mutter die Regentschaft für ihn. Die Mutter heiratete um 1291 Guidos angeheirateten Onkel Hugo von Brienne, der nun die Regierung übernahm. Hugo geriet in Konflikt mit Florenz von Hennegau, dem Fürsten von Achaia, dem er sich zu huldigen weigerte.
Guido wurde 1294 von Bonifazio da Verona zum Ritter geschlagen, für volljährig ernannt und übernahm die Regierung. Aus Dank verfügte Guido die Heirat Bonifazios mit der Erbin von Karystos auf Euböa, das 1296 von den Byzantinern zurückerobert werden konnte. Guido huldigte im selben Jahr dem Fürsten von Achaia, nachdem er von König Karl II. von Neapel dazu aufgefordert worden war. 1299 heiratete er Mathilde von Hennegau, die als designierte Erbin Achaias galt und ihm Kalamata als Mitgift in die Ehe brachte. Die Ehe rief einen Streit mit dem König von Neapel hervor, der als ihr beider Lehnsherr nicht um Erlaubnis zur Ehe ersucht worden war. Aber schon 1300 akzeptierte er sie und auch der Papst gab seinen Dispens, denn das Paar war zu nah verwandt gewesen. Aber schon 1301 heiratete Guidos Schwiegermutter Philipp von Savoyen, dem er nun als neuen Fürsten von Achaia huldigen musste.
1304 starb Guidos Onkel mütterlicherseits, der Despot Konstantin Angelos von Thessalien. Von ihm wurde er als Vormund für seinen unmündigen Sohn ernannt, worauf Guido seine Herrschaft in Thessalien energisch aufbaute. Dies rief aber die Feindschaft der Despotin Anna Angelina von Epirus hervor, die im selben Jahr in Thessalien einfiel und die Burgen von Pindos und Phanarion besetzte. Guido rief seine Vasallen zu sich, vereinte 900 fränkische Ritter und 6.000 griechische und bulgarische Söldner unter seine Fahne und zog gegen Ioannina. Angesichts dieser Macht lenkte die Despotin ein und hob die Besetzung der Burgen auf.
1305 nahm Guido am Parlament des Fürsten Philipp in Korinth teil, das von den glanzvollsten höfischen Festen begleitet wurde, welche die Franken je in Griechenland feierten. Dabei wurde er in einem Turnier von dem Ritter Guillaume Brouchart vom Pferd geworfen. 1307 wurden Philipp von Savoyen und seine Frau von König Karl II. von Neapel als Fürsten von Achaia abgesetzt und durch seinen Sohn Philipp I. von Tarent ersetzt. Guido huldigte ihm und nahm an einem erfolglosen Feldzug gegen die Despotin von Epirus teil. Danach zog sich der neue Fürst wieder nach Italien zurück und ließ Guido im Amt eines Bailli von Achaia zurück.
Während Guidos Herrschaft in Athen erreichte die Katalanische Kompanie 1302 Konstantinopel, wo sie für den byzantinischen Kaiser kämpfte. Nachdem aber ihr Anführer Roger de Flor 1305 von dem Kaisersohn ermordet worden war, zogen die Katalanen sich an den Griechen rächend durch das Land. Guido versuchte die unklaren Machtverhältnisse in der Kompanie für sich zu nutzen, indem er versuchte, den Kapitän Rocaforte für sich zu gewinnen. Dafür nahm er den Infanten Ferdinand von Mallorca gefangen, der vom König von Sizilien ursprünglich als neuer Anführer der Kompanie vorgesehen war. Wenig später unterstützte er den Abgesandten Karls von Valois, Theobald von Cepoy, der gegen Konstantinopel marschieren wollte.
Diese Pläne endeten für Guido aber mit seinem Tod nach einer langwierigen Krankheit im Oktober 1308. Er wurde im Kloster Daphni in Athen bestattet. Die Regentschaft übernahm vorläufig Guidos Freund, Bonifazio da Verona, bis sein Cousin und Stiefbruder Walter von Brienne in das Land gerufen wurde.